# Museu Municipal Miquel Soldevila
El Museu Municipal Miquel Soldevila és una obra de Prats de Lluçanès (Osona) inclosa a l'Inventari del Patrimoni Arquitectònic de Catalunya.

## Descripció
Construcció de petites dimensions de planta baixa i dos pisos. Està fet de grans pedres sense desbastar a excepció de les llindes de les obertures, de majors dimensions i ben escairades. La coberta és de teula àrab, amb un ràfec que protegeix les finestres de l'últim pis. En el portal de l'entrada, a la llinda, hi figura la data de 1782 i en la d'una finestra, la inscripció: "Segemón Noguera 1783". Al segon pis hi ha dues arcades de maó vist que formen una petita galeria.

## Història
Donació a l'ajuntament de la senyora Soldevila en memòria del seu difunt marit, Miquel Soldevila i Valls, que hi tenia el seu taller i estudi.